# Черни-Врых (Шуменская область)
Черни-Врых (болг. Черни връх) — село в Болгарии. Находится в Шуменской области, входит в общину Смядово. Население составляет 168 человек.

## Политическая ситуация
Черни-Врых подчиняется непосредственно общине и не имеет своего кмета.
Кмет (мэр) общины Смядово — Севи Атанасов Севев (Болгарская социалистическая партия (БСП)) по результатам выборов в правление общины.